# Joaquim dos Santos Filho
Joaquim dos Santos Filho ComMM (Bandeirantes, 27 de janeiro de 1933 – Curitiba, 16 de fevereiro de 2013) foi um advogado, economista, sociólogo e político brasileiro filiado ao Democratas (DEM). Pela Aliança Renovadora Nacional (ARENA), foi deputado federal pelo Paraná durante três mandatos.

## Biografia
Nascido em Bandeirantes, no norte do Paraná, era filho de Joaquim dos Santos e de Elvira dos Santos. Casou-se com Regina Maria Magalhães, com quem teve dois filhos, sendo que um deles, Osvaldo dos Santos, foi secretário de Esporte e Turismo do Paraná, no primeiro governo de Jaime Lerner.
Ainda em Bandeirantes iniciou seus estudos no Grupo Escolar Nóbrega da Cunha. Já em Irati, ingressou no Seminário São Vicente de Paulo. Teve passagem também pelo Colégio Cristo Rei em Jacarezinho. Estudou ainda nos colégios estaduais Rui Barbosa e Paraná, ambos em Curitiba. Em 1958 bacharelou-se em ciências econômicas pela Faculdade de Ciências Econômicas do Paraná e em 1960 formou-se em ciências jurídicas e sociais pela Faculdade de Direito da Universidade Federal do Paraná.
Nas eleições de outubro de 1962 candidatou-se a deputado estadual pelo Partido Social Democrático (PSD) ficando na suplência. Em 1968 assumiu como secretário dos Negócios do Paraná, no governo de Paulo Pimentel, ficando no cargo até março de 1971. Nas eleições de novembro de 1974 foi eleito deputado federal pela Aliança Renovadora Nacional (ARENA). Terminou o mandato em janeiro de 1979, optando por não candidatar-se a reeleição nas eleições de 1978. Nas eleições de novembro de 1982 voltou a ser eleito deputado federal pelo Partido Democrático Social (PDS).
No dia 25 de abril de 1984, durante a sessão da Câmara dos Deputados, proferiu voto contra a emenda apresentada para o restabelecimento de eleições diretas para a presidência da República.
Entre os anos de 1987 e 1996 foi diretor-presidente do Sistema Sul de Comunicação, retransmissora da programação da TV Manchete para o Paraná.
Nas eleições de outubro de 1998 voltou a candidatar-se a deputado federal, sendo eleito pelo Partido da Frente Liberal (PFL).
Em 2002, Santos Filho foi admitido pelo presidente Fernando Henrique Cardoso à Ordem do Mérito Militar no grau de Comendador especial. Aposentou-se da política no ano seguinte.